# Nekrolog April 2020
Nekrolog
◄◄
| ◄
| 2016
| 2017
| 2018
| 2019
| 2020 | 2021 | 2022 | 2023 | 2024 | ►
Januar |
Februar |
März |
April |
Mai |
Juni |
Juli |
August |
September |
Oktober |
November |
Dezember 2020
Weitere Ereignisse | Allgemeiner Nekrolog 2020
Die Beschreibung der verstorbenen Person sollte so kurz wie möglich gehalten sein und nur deren signifikante Tätigkeit(en) enthalten.
Neue Namen ggf. auch unter dem Geburts- und Sterbedatum, also etwa unter 1. Januar und im Geburts- und Sterbejahr (2024) eintragen (nur bei entsprechender großer Wichtigkeit). Für Beispiele siehe die schon vorhandenen Artikel.
Außerdem über die fünf zuletzt Verstorbenen, zu denen es einen ausreichend guten Artikel für eine Präsentation auf der Hauptseite gibt, nach der todesbedingten Überarbeitung der Artikel ggf. auch unter Wikipedia Diskussion:Hauptseite informieren und sie am besten auch in den anderen Wikipedia-Sprachversionen eintragen. Tipp: Regelmäßig bei news.google.de nach „ist tot“, „gestorben“ oder „verstorben“ suchen.
Wenn eine Person gestorben ist, gibt es viele Seiten zu dieser Person in der Wikipedia, die davon auch betroffen sind und entsprechend aktualisiert werden müssen. Beispiele: Namenübersichtsseite, Geburtsjahr, Geburtsort-Seiten und viele mehr.
Wie finde ich die betroffenen Seiten?
Im Suchfeld auf der linken Seite gibt man den Suchbegriff so ein: „Vorname Nachname“. Dann klickt man auf Volltext und alle Seiten mit entsprechendem Suchtext werden aufgerufen. Hier sieht man dann schnell, wo auch das Todesjahr Sinn macht oder sogar ein Teil des Artikels angepasst werden muss. Auch hilft das „Werkzeug“ auf der linken Seite sehr gut, um solche Seiten aufzufinden: „Links auf diese Seite“. Somit ist die Wikipedia wieder aktuell in allen Bereichen! Hinweis: bei Eintragung der Kategorie „Gestorben JAHR“ wird der Missbrauchsfilter 49 ausgelöst, was jedoch nicht schlimm ist. Siehe: Spezial:Missbrauchsfilter/49
Dies ist eine Liste von im April 2020 verstorbenen bekannten Persönlichkeiten. Die Einträge erfolgen innerhalb der einzelnen Daten alphabetisch sortiert. Tiere sind im Nekrolog für Tiere zu finden.

## April
Bearbeitungshinweis: Neue Todesfälle bitte nach Tagen geordnet eintragen. Die Todesfälle desselben Tages bitte in alphabetischer Reihenfolge absteigend einfügen.
| Tag       | Name                                           | Beruf, bekannt als                                                                                | Alter | Beleg                     |
| --------- | ---------------------------------------------- | ------------------------------------------------------------------------------------------------- | ----- | ------------------------- |
| 30. April | Tony Allen                                     | nigerianischer Schlagzeuger                                                                       | 79    |                           |
| 30. April | David Bathrick                                 | US-amerikanischer Germanist und Literaturwissenschaftler                                          | 84    |                           |
| 30. April | Antonio Bolívar                                | kolumbianischer Schauspieler                                                                      | 75    |                           |
| 30. April | Óscar Chávez                                   | mexikanischer Sänger und Schauspieler                                                             | 85    |                           |
| 30. April | Marion Faber                                   | US-amerikanische Germanistin und Übersetzerin                                                     | 76    |                           |
| 30. April | Dietlinde Goltz                                | deutsche Medizin- und Pharmaziehistorikerin                                                       | 82    |                           |
| 30. April | Subimal Goswami                                | indischer Fußballspieler                                                                          | 82    |                           |
| 30. April | William Haddad                                 | US-amerikanischer Journalist                                                                      | 91    |                           |
| 30. April | B. J. Hogg                                     | britischer Schauspieler                                                                           | 65    |                           |
| 30. April | Rishi Kapoor                                   | indischer Schauspieler                                                                            | 67    |                           |
| 30. April | Frederick J. Kroesen                           | US-amerikanischer Militär                                                                         | 97    |                           |
| 30. April | Peter Krüger                                   | Schweizer Immobilienunternehmer                                                                   | 78    |                           |
| 30. April | Deepak Lal                                     | britischer Wirtschaftswissenschaftler                                                             | 80    |                           |
| 30. April | Liane Lang                                     | deutsche Politikerin                                                                              | 85    |                           |
| 30. April | Sam Lloyd                                      | US-amerikanischer Schauspieler                                                                    | 56    |                           |
| 30. April | Michelle Martínez Machuca                      | venezolanische Badmintonspielerin und -trainerin                                                  | 22    |                           |
| 30. April | Dieter Mennekes                                | deutscher Unternehmer                                                                             | 79    |                           |
| 30. April | Francis Edward Peters                          | US-amerikanischer Religionswissenschaftler                                                        | 92    |                           |
| 30. April | Gene Reed                                      | US-amerikanischer Choreograph                                                                     | 84    |                           |
| 30. April | Manuel Vieira Pinto                            | mosambikanischer Erzbischof                                                                       | 96    |                           |
| 30. April | Dietrich Schöllner                             | deutscher Orthopäde                                                                               | 91    |                           |
| 30. April | George H. Trilling                             | US-amerikanischer Physiker                                                                        | 89    |                           |
| 30. April | Sylvie Vincent                                 | kanadische Anthropologin und Ethnologin                                                           | 79    |                           |
| 30. April | Gerhard Zebrowski                              | deutscher Fußballspieler                                                                          | 80    |                           |
| 29. April | Norma Aamodt-Nelson                            | US-amerikanische Organistin, Komponistin und Musikpädagogin                                       | ≈68   |                           |
| 29. April | Philippe Breton                                | französischer Bischof                                                                             | 83    |                           |
| 29. April | Germano Celant                                 | italienischer Kunsthistoriker und Kurator                                                         | 80    |                           |
| 29. April | Trevor Cherry                                  | englischer Fußballspieler                                                                         | 72    |                           |
| 29. April | Giacomo Dalla Torre del Tempio di Sanguinetto  | italienischer Großmeister des Malteserordens und Literaturwissenschaftler                         | 75    |                           |
| 29. April | Vladimír Dedeček                               | slowakischer Architekt                                                                            | 90    |                           |
| 29. April | Al Edwards                                     | US-amerikanischer Politiker                                                                       | 83    |                           |
| 29. April | Denis Goldberg                                 | südafrikanischer Anti-Apartheid-Aktivist                                                          | 87    |                           |
| 29. April | Yahya Hassan                                   | dänischer Lyriker                                                                                 | 24    |                           |
| 29. April | Irrfan Khan                                    | indischer Schauspieler                                                                            | 53    |                           |
| 29. April | Jacqueline Kraege                              | deutsche Politikerin                                                                              | 59    |                           |
| 29. April | Bertel Kugelmann-Borowsky                      | deutsche Holocaustüberlebende                                                                     | 96    |                           |
| 29. April | John Lafia                                     | US-amerikanischer Regisseur, Drehbuchautor und Komponist                                          | 63    |                           |
| 29. April | Jānis Lūsis                                    | sowjetischer Leichtathlet                                                                         | 80    |                           |
| 29. April | Arthur Martin                                  | uruguayischer DJ und Radiomoderator                                                               | 70    |                           |
| 29. April | Guido Münch                                    | mexikanischer Astrophysiker und Astronom                                                          | 98    |                           |
| 29. April | Richard Ndassa                                 | tansanischer Politiker                                                                            | 61    |                           |
| 29. April | Nêgo Ni                                        | brasilianischer Perkussionist                                                                     | 46    |                           |
| 29. April | Friedhelm Nieske                               | deutscher Schlagzeuger und Musikproduzent                                                         | 65    |                           |
| 29. April | Erich Schriever                                | Schweizer Ruderer                                                                                 | 95    |                           |
| 29. April | Matty Simmons                                  | US-amerikanischer Film- und Fernsehproduzent                                                      | 93    |                           |
| 29. April | Maj Sjöwall                                    | schwedische Schriftstellerin                                                                      | 84    |                           |
| 29. April | Gerson Victalino                               | brasilianischer Basketballspieler                                                                 | 60    |                           |
| 29. April | Dieter Vogt                                    | deutscher Ichthyologe und Aquarianer                                                              | 93    |                           |
| 29. April | Hansjörg Weigel                                | deutscher Bürgerrechtler                                                                          | 77    |                           |
| 29. April | Roger Westman                                  | britischer Architekt und Designer                                                                 | 80    |                           |
| 28. April | Johannes Andersen                              | dänischer Astronom                                                                                | 76    |                           |
| 28. April | Gertrude Baumstark                             | rumänisch-deutsche Schachspielerin                                                                | 78    |                           |
| 28. April | Louis Cardiet                                  | französischer Fußballspieler                                                                      | 77    |                           |
| 28. April | Maria Crowby                                   | vanuatuische Politikerin                                                                          | 79    |                           |
| 28. April | Hannelore Cyrus                                | deutsche Sozialwissenschaftlerin und Historikerin                                                 | 85    |                           |
| 28. April | Wolfgang Decker                                | deutscher Sporthistoriker und Ägyptologe                                                          | 78    |                           |
| 28. April | Jill Gascoine                                  | britische Schauspielerin und Schriftstellerin                                                     | 83    |                           |
| 28. April | Eddy Pieters Graafland                         | niederländischer Fußballspieler                                                                   | 86    |                           |
| 28. April | Edgar Heidorn                                  | deutscher Ruderer                                                                                 | 79    |                           |
| 28. April | Ladislav Hejdánek                              | tschechischer Philosoph                                                                           | 92    |                           |
| 28. April | Wolfram Kaminke                                | deutscher Fußballspieler                                                                          | 73    |                           |
| 28. April | Leonhard Kuckart                               | deutscher Politiker                                                                               | 88    |                           |
| 28. April | Fredrik Larsson                                | schwedischer Handballspieler                                                                      | 36    |                           |
| 28. April | Bobby Lewis                                    | US-amerikanischer Sänger                                                                          | 95    |                           |
| 28. April | Gil Loescher                                   | US-amerikanischer Politikwissenschaftler                                                          | 75    |                           |
| 28. April | Hella Mandt-Zunker                             | deutsche Politikwissenschaftlerin                                                                 | 82    |                           |
| 28. April | Paul A. Marks                                  | US-amerikanischer Mediziner und Krebsforscher                                                     | 93    |                           |
| 28. April | Robert May                                     | britischer Physiker und Biologe                                                                   | 84    |                           |
| 28. April | Silas Silvius Njiru                            | kenianischer Bischof                                                                              | 85    |                           |
| 28. April | Klaus Otte                                     | deutscher Theologe                                                                                | 85    |                           |
| 28. April | Fritz Renckwitz                                | deutscher Parteifunktionär                                                                        | 99    |                           |
| 28. April | Michael Robinson                               | britisch-irischer Fußballspieler und Fernsehmoderator                                             | 61    |                           |
| 28. April | Ashley Ross                                    | US-amerikanische Kleinwüchsige und Reality-TV-Darstellerin                                        | 34    |                           |
| 28. April | Otto M. Sauer                                  | deutscher Richter, Hochschullehrer und Autor                                                      | 89    |                           |
| 28. April | Günther Steinbach                              | österreichischer Beamter und Autor                                                                | 85    |                           |
| 28. April | Richard Williams                               | US-amerikanischer Chemiker                                                                        | 92    |                           |
| 27. April | Gustav-Adolf Bähr                              | deutscher Kulturmanager                                                                           | 81    |                           |
| 27. April | Marina Basanowa                                | russische Handballspielerin und -trainerin                                                        | 57    |                           |
| 27. April | Rafael Bassi Labarrera                         | kolumbianischer Radiomoderator, Jazzförderer und Schriftsteller                                   | 72    |                           |
| 27. April | Asdrubal Bentes                                | brasilianischer Politiker                                                                         | 80    |                           |
| 27. April | Eavan Boland                                   | irische Dichterin                                                                                 | 75    |                           |
| 27. April | Jürgen Bommel                                  | deutscher Badmintonspieler                                                                        | 72    |                           |
| 27. April | Ian Causley                                    | australischer Journalist und Politiker                                                            | 79    |                           |
| 27. April | Bernard Gersten                                | US-amerikanischer Theaterproduzent                                                                | 97    |                           |
| 27. April | Lynn Harrell                                   | US-amerikanischer Violoncellist                                                                   | 76    |                           |
| 27. April | Frank Harris                                   | US-amerikanischer Kameramann und Regisseur                                                        | 76    |                           |
| 27. April | Robert Herbin                                  | französischer Fußballspieler und -trainer                                                         | 81    |                           |
| 27. April | Horst Holubeck                                 | deutscher Fußballspieler                                                                          | 73    |                           |
| 27. April | Ron Holzschuh                                  | deutscher Schauspieler                                                                            | 50    |                           |
| 27. April | Moussa Seybou Kassey                           | nigrischer Politiker                                                                              | ≈60   |                           |
| 27. April | Karin Leydecker                                | deutsche Architekturkritikerin                                                                    | 66    |                           |
| 27. April | Mark McNamara                                  | US-amerikanischer Basketballspieler und Schauspieler                                              | 60    |                           |
| 27. April | Gideon Patt                                    | israelischer Politiker                                                                            | 87    |                           |
| 27. April | Francesco Perrone                              | italienischer Langstreckenläufer                                                                  | 89    |                           |
| 27. April | Mark Pharaoh                                   | britischer Leichtathlet                                                                           | 88    |                           |
| 27. April | Jeannette Pilou                                | italienische Sopranistin griechischer Abstammung                                                  | 83    |                           |
| 27. April | Nur Yerlitaş                                   | türkische Modedesignerin                                                                          | 64    |                           |
| 27. April | Troy Sneed                                     | US-amerikanischer Gospelsänger                                                                    | 52    |                           |
| 27. April | Scott Taylor                                   | britischer Gitarrist                                                                              | 58    |                           |
| 27. April | Dragutin Zelenović                             | jugoslawischer Ingenieurwissenschaftler und Politiker                                             | 91    |                           |
| 26. April | Emilio Simeon Allué                            | US-amerikanischer Bischof                                                                         | 85    |                           |
| 26. April | Walter Augustin                                | deutscher Politiker                                                                               | 84    |                           |
| 26. April | Tomás Balcázar                                 | mexikanischer Fußballspieler                                                                      | 88    |                           |
| 26. April | Alton Carson                                   | US-amerikanischer Blues- und Jazzmusiker                                                          | 66    |                           |
| 26. April | Giulietto Chiesa                               | italienischer Journalist und Politiker                                                            | 79    |                           |
| 26. April | Franz Fankhauser                               | Schweizer Mediziner                                                                               | 95    |                           |
| 26. April | Peter H. Hunt                                  | US-amerikanischer Regisseur                                                                       | 81    |                           |
| 26. April | Nick Kotz                                      | US-amerikanischer Journalist                                                                      | 87    |                           |
| 26. April | Hans-Karl von Kupsch                           | deutscher Verwaltungsjurist                                                                       | 84    |                           |
| 26. April | Ron Marlenee                                   | US-amerikanischer Politiker                                                                       | 84    |                           |
| 26. April | Rudolf Mäusl                                   | deutscher Elektroingenieur                                                                        | 85    |                           |
| 26. April | Otto Mellies                                   | deutscher Schauspieler und Synchronsprecher                                                       | 89    |                           |
| 26. April | Marcel Ospel                                   | Schweizer Bankmanager                                                                             | 70    |                           |
| 26. April | Maurice Poli                                   | französischer Schauspieler                                                                        | 86    |                           |
| 26. April | John Ernest Randall                            | US-amerikanischer Zoologe                                                                         | 95    |                           |
| 26. April | Claudio Risi                                   | italienischer Regisseur                                                                           | 71    |                           |
| 26. April | Les Tomkins                                    | britischer Journalist                                                                             | 89    |                           |
| 26. April | Henri Weber                                    | französischer Politiker                                                                           | 75    |                           |
| 26. April | Karl Zilles                                    | deutscher Neurowissenschaftler                                                                    | 76    |                           |
| 25. April | Alan D. Abel                                   | US-amerikanischer Schlagzeuger, Musikpädagoge, Hochschullehrer und Erfinder von Musikinstrumenten | 91    |                           |
| 25. April | James B. Adams                                 | US-amerikanischer Regierungsbeamter                                                               | 93    |                           |
| 25. April | Douglas Anakin                                 | kanadischer Bobfahrer und Rodler                                                                  | 89    |                           |
| 25. April | Vytautas Barkauskas                            | litauischer Komponist                                                                             | 89    |                           |
| 25. April | Peter Brancazio                                | US-amerikanischer Physiker und Sportwissenschaftler                                               | 81    |                           |
| 25. April | Ricardo Brennand                               | brasilianischer Unternehmer, Ingenieur und Kunstsammler                                           | 92    |                           |
| 25. April | Ditmar Brock                                   | deutscher Soziologe                                                                               | 72/73 |                           |
| 25. April | Liz Edgar                                      | britische Springreiterin                                                                          | 76    |                           |
| 25. April | Per Olov Enquist                               | schwedischer Schriftsteller                                                                       | 85    |                           |
| 25. April | Raimund Fellinger                              | deutscher Lektor und Herausgeber                                                                  | 68    |                           |
| 25. April | John W. Foss                                   | US-amerikanischer Militär                                                                         | 87    |                           |
| 25. April | Zarina Hashmi                                  | indisch-US-amerikanische Künstlerin                                                               | 82    |                           |
| 25. April | Alfred Hofer                                   | österreichischer Badmintonspieler                                                                 | 74    |                           |
| 25. April | Thomas S. Huang                                | chinesisch-US-amerikanischer Informatiker                                                         | 83    |                           |
| 25. April | Henri Kichka                                   | belgischer Holocaustüberlebender                                                                  | 94    |                           |
| 25. April | Devanand Konwar                                | indischer Politiker                                                                               | 86    |                           |
| 25. April | Jakob Laub                                     | deutscher Funktionär                                                                              | 95    |                           |
| 25. April | Adalbert Pauldrach                             | deutscher Astrophysiker                                                                           | 61    |                           |
| 25. April | Karin Priester                                 | deutsche Historikerin und Politologin                                                             | 78    |                           |
| 25. April | Wolfgang Utzt                                  | deutscher Maskenbildner                                                                           | 78    |                           |
| 25. April | Ludwig Wiedenmann                              | deutscher Jesuit                                                                                  | 91    |                           |
| 24. April | Abdullah al-Hamid                              | saudischer Schriftsteller, Menschenrechtsaktivist und Oppositioneller                             | 69    |                           |
| 24. April | Hamilton Bohannon                              | US-amerikanischer Schlagzeuger, Bandleader und Musikproduzent                                     | 78    |                           |
| 24. April | Phil Broadhurst                                | neuseeländischer Jazzmusiker und Rundfunkmoderator                                                | 70    |                           |
| 24. April | Marco A. Gandásegui                            | panamaischer Journalist und Soziologe                                                             | 76    |                           |
| 24. April | Mike Huckaby                                   | US-amerikanischer DJ                                                                              | 54    |                           |
| 24. April | Antica Menac                                   | jugoslawische Ostslawistin                                                                        | 97    |                           |
| 24. April | Harold Reid                                    | US-amerikanischer Sänger                                                                          | 80    |                           |
| 24. April | Don Woan                                       | englischer Fußballspieler                                                                         | 92    |                           |
| 24. April | Benjamin Wolff                                 | deutscher Rabbiner                                                                                | 43    |                           |
| 23. April | Bruce Allpress                                 | neuseeländischer Schauspieler                                                                     | 89    |                           |
| 23. April | James M. Beggs                                 | US-amerikanischer Verwaltungsbeamter und NASA-Leiter                                              | 94    |                           |
| 23. April | Norbert Blüm                                   | deutscher Politiker                                                                               | 84    |                           |
| 23. April | Max Boemle                                     | Schweizer Ökonom                                                                                  | 91    |                           |
| 23. April | Paul Bösch                                     | Schweizer Journalist und Autor                                                                    | 74    |                           |
| 23. April | Fred the Godson                                | US-amerikanischer Musiker                                                                         | 35    |                           |
| 23. April | Ingeborg Geißler                               | deutsche Gebrauchsgrafikerin und Kunsthandwerkerin                                                | 79    |                           |
| 23. April | Johannes Hempel                                | deutscher Theologe und Landesbischof                                                              | 91    |                           |
| 23. April | Kęstutis Kardelis                              | litauischer Sportpädagoge und Professor                                                           | 76    |                           |
| 23. April | Dagmar Kift                                    | deutsche Historikerin                                                                             | 66    |                           |
| 23. April | Terry Lenzner                                  | US-amerikanischer Jurist                                                                          | 80    |                           |
| 23. April | Annaliese Mayer-Meintschel                     | deutsche Kunsthistorikerin                                                                        | 91    |                           |
| 23. April | Patrick Leo McCartie                           | britischer Bischof                                                                                | 94    |                           |
| 23. April | Lloyd deMause                                  | US-amerikanischer Sozialwissenschaftler und Psychohistoriker                                      | 88    |                           |
| 23. April | Kumiko Okae                                    | japanische Schauspielerin und Synchronsprecherin                                                  | 63    |                           |
| 23. April | Charles Poots                                  | britischer Politiker                                                                              | 90    |                           |
| 23. April | Manfred Reddemann                              | deutscher Schauspieler und Synchronsprecher                                                       | 80    |                           |
| 23. April | Ingo Resch                                     | deutscher Verleger                                                                                | 80    |                           |
| 23. April | Marvin Schick                                  | US-amerikanischer Jurist                                                                          | 85    |                           |
| 23. April | Janusz Symonides                               | polnischer Jurist und Diplomat                                                                    | 82    |                           |
| 23. April | Paul Walter                                    | Schweizer Biochemiker und Ernährungswissenschaftler                                               | 87    |                           |
| 23. April | Dan Walters                                    | US-amerikanischer Baseballspieler                                                                 | 53    |                           |
| 23. April | Ernst Zägel                                    | deutscher Fußballspieler                                                                          | 84    |                           |
| 23. April | Reinhart Zschocke                              | deutscher Geograph                                                                                | 91    |                           |
| 22. April | Bootsie Barnes                                 | US-amerikanischer Jazzmusiker                                                                     | 82    |                           |
| 22. April | Wilfried de Beauclair                          | deutscher Ingenieur und Informatiker                                                              | 108   |                           |
| 22. April | Sarbeg Beriaschwili                            | sowjetischer bzw. georgischer Ringer                                                              | 80    |                           |
| 22. April | Hans Blömer                                    | deutscher Kardiologe                                                                              | 96    |                           |
| 22. April | Donald Bloss                                   | US-amerikanischer Mineraloge                                                                      | 99    | doi:10.2138/am-2020-m1002 |
| 22. April | Mort Fallick                                   | US-amerikanischer Filmeditor                                                                      | 86    |                           |
| 22. April | Samantha Fox                                   | US-amerikanische Pornodarstellerin                                                                | 68    |                           |
| 22. April | Emilia García de Fontán                        | spanisch-kolumbianische Leichtathletin                                                            | 95    |                           |
| 22. April | Hartwig Gauder                                 | deutscher Leichtathlet                                                                            | 65    |                           |
| 22. April | Wolfgang W. P. Gerlach                         | deutscher Botaniker                                                                               | 73    |                           |
| 22. April | Benno Huth                                     | deutscher Maler, Grafiker und Zeichner                                                            | 82    |                           |
| 22. April | Peter Jonas                                    | britischer Kulturmanager und Opernintendant                                                       | 73    |                           |
| 22. April | Shirley Knight                                 | US-amerikanische Schauspielerin                                                                   | 83    |                           |
| 22. April | Eva Kotthaus                                   | deutsche Schauspielerin                                                                           | 87    |                           |
| 22. April | Leonardo Charles Zaffiri Duarte Mathias        | portugiesischer Diplomat                                                                          | 84    |                           |
| 22. April | Carlos de Meer de Ribera                       | spanischer Militär und Politiker                                                                  | 91    |                           |
| 22. April | Marcos Mundstock                               | argentinischer Humorist, Radiomoderator, Musiker und Autor                                        | 77    |                           |
| 22. April | John E. Otto                                   | US-amerikanischer Regierungsbeamter                                                               | 81    |                           |
| 22. April | Adriana Pasquali                               | italienische Rechtsanwältin und Politikerin                                                       | 91    |                           |
| 22. April | Catherine Paysan                               | französische Schriftstellerin                                                                     | 93    |                           |
| 22. April | Julian Perry Robinson                          | britischer Chemiker und Friedensforscher                                                          | 78    |                           |
| 22. April | El Príncipe Gitano                             | spanischer Sänger, Schauspieler und Flamenco-Tänzer                                               | 92    |                           |
| 22. April | Ernst Röhrig                                   | deutscher Forstwissenschaftler                                                                    | 99    |                           |
| 22. April | Paul Ronty                                     | kanadischer Eishockeyspieler                                                                      | 91    |                           |
| 22. April | Hans-Joachim Wenzel                            | deutscher Geograph                                                                                | 82    |                           |
| 21. April | Muhammad Afzal                                 | pakistanischer Ringer                                                                             | 81    |                           |
| 21. April | Belco Bah                                      | malischer Politiker                                                                               | ≈62   |                           |
| 21. April | Claudio Caratsch                               | Schweizer Diplomat                                                                                | 83    |                           |
| 21. April | Ransford Cline-Thomas                          | gambischer Programm- und Nachrichtensprecher                                                      | 72    |                           |
| 21. April | Ernest D. Courant                              | deutsch-US-amerikanischer Physiker                                                                | 100   |                           |
| 21. April | Umut Demirdelen                                | türkischer Schauspieler                                                                           | 67    |                           |
| 21. April | Dimitri Diatchenko                             | US-amerikanischer Schauspieler                                                                    | 52    |                           |
| 21. April | Abdel Rahim el-Kib                             | libyscher Politiker                                                                               | 70    |                           |
| 21. April | Richard F. Fenno                               | US-amerikanischer Politikwissenschaftler                                                          | 93    |                           |
| 21. April | Tina Girouard                                  | US-amerikanische Künstlerin                                                                       | 73    |                           |
| 21. April | Hartmut Heller                                 | deutscher Volkskundler                                                                            | 78    |                           |
| 21. April | Derek Jones                                    | US-amerikanischer Gitarrist                                                                       | 35    |                           |
| 21. April | Donald Kennedy                                 | US-amerikanischer Biologe                                                                         | 88    |                           |
| 21. April | Bernd Kümmel                                   | deutscher Mediziner, Gesundheitsökonom und Hochschulpräsident                                     | 70    |                           |
| 21. April | Alexander Mallickh                             | deutscher Parteifunktionär                                                                        | 94    | [ 1 ]                     |
| 21. April | Olav Münzberg                                  | deutscher Literat und Schriftsteller                                                              | 81    |                           |
| 21. April | Teruyuki Okazaki                               | japanischer Karateka                                                                              | 88    |                           |
| 21. April | Heinrich Parthey                               | deutscher Philosoph und Wissenschaftsforscher                                                     | 83    |                           |
| 21. April | Jacques Pellen                                 | französischer Jazzgitarrist                                                                       | 63    |                           |
| 21. April | Gerson Peres                                   | brasilianischer Politiker                                                                         | 88    |                           |
| 21. April | Karl Ulrich Petry                              | deutscher Mediziner                                                                               | 62    |                           |
| 21. April | Laisenia Qarase                                | fidschianischer Politiker                                                                         | 79    |                           |
| 21. April | Peter D. Richardson                            | britisch-US-amerikanischer Medizin-Ingenieur                                                      | 84    |                           |
| 21. April | Joel Rogosin                                   | US-amerikanischer Fernsehproduzent und Drehbuchautor                                              | 87    |                           |
| 21. April | Norbert Schaeffer                              | deutscher Hörspielregisseur                                                                       | 71    |                           |
| 21. April | Florian Schneider-Esleben                      | deutscher Musiker                                                                                 | 73    |                           |
| 21. April | Craig Shergold                                 | britischer Krebspatient                                                                           | 40    |                           |
| 21. April | Sharadchandra Shankar Shrikhande               | indischer Mathematiker                                                                            | 102   |                           |
| 21. April | Anton Sutterlüty                               | österreichischer Politiker                                                                        | 87    |                           |
| 21. April | Dmitri Warschalowitsch                         | sowjetischer bzw. russischer Astrophysiker                                                        | 85    |                           |
| 21. April | Shōmei Yokouchi                                | japanischer Politiker                                                                             | 78    |                           |
| 20. April | Eric Berg                                      | US-amerikanischer Bildhauer                                                                       | 74    |                           |
| 20. April | Hein Bollow                                    | deutscher Jockey und Galoppsporttrainer                                                           | 99    |                           |
| 20. April | Michael Cogswell                               | US-amerikanischer Museumsleiter und Archivar                                                      | 66    |                           |
| 20. April | Claude Evrard                                  | französischer Schauspieler                                                                        | 86    |                           |
| 20. April | Jitka Frantová Pelikánová                      | tschechische Schauspielerin                                                                       | 87    |                           |
| 20. April | Horacio Fontova                                | argentinischer Schauspieler, Humorist, Sänger, Komponist und Autor                                | 73    |                           |
| 20. April | Toussaint Fouda                                | kamerunischer Radrennfahrer                                                                       | 65    |                           |
| 20. April | Gerhard Goos                                   | deutscher Informatiker                                                                            | 82    |                           |
| 20. April | Gerhild Halfmeier                              | deutsche Pädagogin und Politikerin                                                                | 77    |                           |
| 20. April | Wolfgang Hilger                                | deutscher Manager und Chemiker                                                                    | 90    |                           |
| 20. April | Arsen Jeghiasarjan                             | armenischer Schachspieler                                                                         | 49    |                           |
| 20. April | Tom Lester                                     | US-amerikanischer Schauspieler                                                                    | 81    |                           |
| 20. April | Robert Loomis                                  | US-amerikanischer Herausgeber                                                                     | 93    |                           |
| 20. April | Krystyna Łybacka                               | polnische Politikerin                                                                             | 74    |                           |
| 20. April | Sirio Maccioni                                 | italienischer Gastronom                                                                           | 88    |                           |
| 20. April | João Mulato                                    | brasilianischer Sänger und Musiker                                                                | 72    |                           |
| 20. April | Ronan O’Rahilly                                | irischer Geschäftsmann und Radiopirat                                                             | 79    |                           |
| 20. April | Roland Phleps                                  | deutscher Bildhauer                                                                               | 95    |                           |
| 20. April | Gertrude Rwakatare                             | tansanische Geistliche und Politikerin                                                            | 69    |                           |
| 20. April | Hermann Scheinecker                            | österreichischer Geistlicher                                                                      | 73    |                           |
| 20. April | Jiří Toman                                     | tschechisch-schweizerischer Jurist                                                                | 81    |                           |
| 20. April | Anicetas Uogelė                                | litauischer Schachspieler                                                                         | 87    |                           |
| 19. April | Edmond Baraffe                                 | französischer Fußballspieler und -trainer                                                         | 77    |                           |
| 19. April | Cecil Bødker                                   | dänische Schriftstellerin                                                                         | 93    |                           |
| 19. April | Hans Breuer                                    | deutsch-südafrikanischer Biophysiker und Autor                                                    | 86    | [ 2 ]                     |
| 19. April | Volker Dahm                                    | deutscher Germanist und Historiker                                                                | 76    |                           |
| 19. April | Steve Dalkowski                                | US-amerikanischer Baseballspieler                                                                 | 80    |                           |
| 19. April | Christiane Dass                                | deutsche Schauspielerin                                                                           | 83    |                           |
| 19. April | Sue Davies                                     | britische Galeristin                                                                              | 87    |                           |
| 19. April | Noach Dear                                     | US-amerikanischer Jurist und Politiker                                                            | 66    |                           |
| 19. April | Hubert Deittert                                | deutscher Politiker                                                                               | 79    |                           |
| 19. April | Joseph Diatta                                  | nigrischer Diplomat                                                                               | 71    |                           |
| 19. April | Peter Dronke                                   | britischer Philologe                                                                              | 85    |                           |
| 19. April | Corrado Galzio                                 | italienischer Pianist und Musikpädagoge                                                           | 100   |                           |
| 19. April | Franz Hofer                                    | österreichischer Politiker                                                                        | 90    |                           |
| 19. April | Índio                                          | brasilianischer Fußballspieler                                                                    | 89    |                           |
| 19. April | Claude Lafortune                               | kanadischer Bildhauer, Papierkünstler, Bühnenbildner und Fernsehpersönlichkeit                    | 83    |                           |
| 19. April | Vera Létay                                     | ungarische Dramaturgin und Journalistin                                                           | 84    |                           |
| 19. April | Božidar Liščić                                 | jugoslawischer bzw. kroatischer Maschinenbauingenieur                                             | 91    |                           |
| 19. April | Andreas Lux                                    | deutscher Radrennfahrer                                                                           | 55    |                           |
| 19. April | Felipe Michelini                               | uruguayischer Anwalt und Politiker                                                                | 59    |                           |
| 19. April | Harry Müller                                   | deutscher Bildhauer                                                                               | 89    |                           |
| 19. April | Ludger Müller                                  | deutscher Kirchenrechtler                                                                         | 67    |                           |
| 19. April | Philippe Nahon                                 | französischer Schauspieler                                                                        | 81    |                           |
| 19. April | Margit Otto-Crépin                             | französische Dressurreiterin                                                                      | 75    |                           |
| 19. April | Hildegard Fürstin von Stolberg-Roßla           | deutsche Ärztin und Adelige                                                                       | 97    |                           |
| 19. April | Valerian Tatarskii                             | sowjetischer bzw. US-amerikanischer Physiker                                                      | 90    |                           |
| 19. April | David Toren                                    | US-amerikanischer Holocaustüberlebender                                                           | 94    |                           |
| 19. April | Ian Whitcomb                                   | britischer Musiker und Schauspieler                                                               | 78    |                           |
| 19. April | Torsten Wolfgramm                              | deutscher Politiker                                                                               | 83    |                           |
| 19. April | Alexander Wustin                               | sowjetischer bzw. russischer Komponist                                                            | 76    |                           |
| 18. April | Takuo Aoyagi                                   | japanischer Erfinder                                                                              | 84    |                           |
| 18. April | Lars Arrhenius                                 | schwedischer Künstler                                                                             | 53    |                           |
| 18. April | Barbara A. Babcock                             | US-amerikanische Juristin und Professorin                                                         | 81    |                           |
| 18. April | Wilfred Beckerman                              | britischer Wirtschaftswissenschaftler                                                             | 94    |                           |
| 18. April | Leon Boden                                     | deutscher Schauspieler und Synchronsprecher                                                       | 61    |                           |
| 18. April | Leighton Cooney                                | US-amerikanischer Politiker                                                                       | 75/76 |                           |
| 18. April | Amparo Dávila                                  | mexikanische Schriftstellerin                                                                     | 92    |                           |
| 18. April | Hans Dolinar                                   | österreichischer Wirtschaftsjurist                                                                | 80    |                           |
| 18. April | Dieter Hofmann                                 | deutscher Turntrainer                                                                             | 79    |                           |
| 18. April | Alexander Abramowitsch Kabakow                 | sowjetischer bzw. russischer Schriftsteller und Journalist                                        | 76    |                           |
| 18. April | Sékou Kourouma                                 | guineischer Politiker                                                                             | ≈64   |                           |
| 18. April | Visvaldis Lācis                                | lettischer Publizist und Politiker                                                                | 96    |                           |
| 18. April | François Lafortune                             | belgischer Sportschütze                                                                           | 87    |                           |
| 18. April | Heinz Longerich                                | deutscher Journalist                                                                              | 92    |                           |
| 18. April | Kurt Mühlhäuser                                | deutscher Politiker und Funktionär                                                                | 76    |                           |
| 18. April | Gunter Müller                                  | österreichisch-deutscher Germanist, Namenforscher und Mediävist                                   | 80    |                           |
| 18. April | Paul O’Neill                                   | US-amerikanischer Politiker                                                                       | 84    |                           |
| 18. April | Friedrich Sauter                               | österreichischer Chemiker                                                                         | 89    |                           |
| 18. April | Roman Schmit                                   | deutscher Politiker und Rechnungshofspräsident                                                    | 85    |                           |
| 18. April | Claude Silberzahn                              | französischer Beamter und Politiker                                                               | 85    |                           |
| 18. April | Lucien Szpiro                                  | französischer Mathematiker                                                                        | 78    |                           |
| 18. April | Richard Wadani                                 | österreichischer Wehrmachtsdeserteur und politischer Aktivist                                     | 97    |                           |
| 18. April | Josef Wahl                                     | deutscher Kunstmaler, Zeichner und Illustrator                                                    | 83    |                           |
| 18. April | Heinrich Wefelscheid                           | deutscher Mathematiker                                                                            | 79    |                           |
| 17. April | Barney Ales                                    | US-amerikanischer Musikmanager                                                                    | 85    |                           |
| 17. April | Ernst Ammering                                 | österreichischer Buchbinder, Verleger, Galerist                                                   | 72    |                           |
| 17. April | Deirdre Bair                                   | US-amerikanische Biografin                                                                        | 84    |                           |
| 17. April | Erika Bauer                                    | deutsche Germanistin, Sprachwissenschaftlerin und Hochschullehrerin                               | 92    |                           |
| 17. April | Carlos Contreras                               | chilenischer Fußballspieler                                                                       | 81    |                           |
| 17. April | Filipe Duarte                                  | portugiesischer Schauspieler                                                                      | 46    |                           |
| 17. April | Sergio Fantoni                                 | italienischer Schauspieler                                                                        | 89    |                           |
| 17. April | Hans Grotz                                     | deutscher Jesuit und Historiker                                                                   | 97    |                           |
| 17. April | Norman Hunter                                  | englischer Fußballspieler                                                                         | 76    |                           |
| 17. April | Herwig Knaus                                   | österreichischer Musikwissenschaftler und Publizist                                               | 90    |                           |
| 17. April | Abba Kyari                                     | nigerianischer Politiker                                                                          | 67    |                           |
| 17. April | Kenneth Lewes                                  | US-amerikanischer Psychoanalytiker                                                                | 76    |                           |
| 17. April | Giuseppi Logan                                 | US-amerikanischer Jazzmusiker                                                                     | 84    |                           |
| 17. April | Iris Love                                      | US-amerikanische Archäologin                                                                      | 87    |                           |
| 17. April | René Luneau                                    | französischer Ordensgeistlicher und Ethnologe                                                     | 88    |                           |
| 17. April | Bob Mielke                                     | US-amerikanischer Jazzposaunist                                                                   | 94    |                           |
| 17. April | Ursula Nienhaus                                | deutsche Historikerin                                                                             | 73    |                           |
| 17. April | Lukman Niode                                   | indonesischer Schwimmer                                                                           | 55    |                           |
| 17. April | Älipbek Össerbajew                             | kasachischer Politiker                                                                            | 58    |                           |
| 17. April | Renato Pupo                                    | brasilianischer Schauspieler                                                                      | 85    |                           |
| 17. April | Avraham Rabby                                  | israelisch-US-amerikanischer Aktivist                                                             | 77    |                           |
| 17. April | Arlene Saunders                                | US-amerikanische Opernsängerin                                                                    | 89    |                           |
| 17. April | Peter W. Schulze                               | deutscher Politikwissenschaftler                                                                  | 77    |                           |
| 17. April | Matthew Seligman                               | britischer Gitarrist                                                                              | 64    |                           |
| 17. April | Zacarias Siqueira                              | brasilianischer Musikproduzent                                                                    | 88    |                           |
| 17. April | Peter Thoss                                    | deutscher Rechts- und Kriminalwissenschaftler                                                     | 83    |                           |
| 17. April | Francisco Vinagre                              | portugiesischer Sänger                                                                            | 93    |                           |
| 17. April | Wolfgang Wünsch                                | deutscher Musikpädagoge und Komponist                                                             | 93    |                           |
| 16. April | Maksimilijan Cenčić                            | jugoslawischer bzw. kroatischer Dirigent                                                          | 68    |                           |
| 16. April | Christophe                                     | französischer Sänger und Komponist                                                                | 74    |                           |
| 16. April | Gene Deitch                                    | US-amerikanischer Animator und Filmregisseur                                                      | 95    |                           |
| 16. April | Carlos Donoso                                  | venezolanischer Humorist, Anwalt, Sänger und Theaterdrehbuchschreiber                             | 72    |                           |
| 16. April | MC Dumel                                       | brasilianischer Sänger                                                                            | 28    |                           |
| 16. April | Howard Finkel                                  | US-amerikanischer Ringsprecher                                                                    | 69    |                           |
| 16. April | Luiz Alfredo Garcia-Roza                       | brasilianischer Schriftsteller                                                                    | 83    |                           |
| 16. April | Kenneth Gilbert                                | kanadischer Cembalist                                                                             | 88    |                           |
| 16. April | Ron Gill                                       | US-amerikanischer Jazzsänger und Rundfunkproduzent                                                | ≈85   |                           |
| 16. April | Victor Hendrix                                 | deutscher Ruderer                                                                                 | 84    |                           |
| 16. April | Erhard Hornbogen                               | deutscher Werkstoffwissenschaftler                                                                | 90    |                           |
| 16. April | Jane Dee Hull                                  | US-amerikanische Politikerin                                                                      | 84    |                           |
| 16. April | Ulrich Kienzle                                 | deutscher Journalist und Fernsehmoderator                                                         | 83    |                           |
| 16. April | Jean-Marie Luton                               | französischer Ingenieur, Wissenschaftler und Raumfahrtfunktionär                                  | 77    |                           |
| 16. April | Arne Nilsen                                    | norwegischer Politiker                                                                            | 96    |                           |
| 16. April | Mariahé Pabón                                  | venezolanische Journalistin                                                                       | 90    |                           |
| 16. April | Nagakura Saburō                                | japanischer Physikochemiker und Wissenschaftsorganisator                                          | 99    |                           |
| 16. April | Luis Sepúlveda                                 | chilenischer Schriftsteller                                                                       | 70    |                           |
| 16. April | Jan Talich                                     | tschechischer Violinist und Bratschist                                                            | 74    |                           |
| 16. April | Glider Ushñahua                                | peruanischer Politiker und Anwalt                                                                 | 51    |                           |
| 15. April | Adam Alsing                                    | schwedischer TV- und Radiomoderator                                                               | 51    |                           |
| 15. April | Sean Arnold                                    | britischer Schauspieler                                                                           | 78    |                           |
| 15. April | Joe Brown                                      | britischer Bergsteiger                                                                            | 89    |                           |
| 15. April | Werner O. Ciocarelli                           | Schweizer Manager und Politiker                                                                   | 95    |                           |
| 15. April | Allen Daviau                                   | US-amerikanischer Kameramann                                                                      | 77    |                           |
| 15. April | Willie Davis                                   | US-amerikanischer American-Football-Spieler                                                       | 85    |                           |
| 15. April | Bernard Deconinck                              | französischer Bahnradsportler                                                                     | 83    |                           |
| 15. April | Brian Dennehy                                  | US-amerikanischer Schauspieler                                                                    | 81    |                           |
| 15. April | Rubem Fonseca                                  | brasilianischer Schriftsteller                                                                    | 94    |                           |
| 15. April | Henry Grimes                                   | US-amerikanischer Jazzbassist                                                                     | 84    |                           |
| 15. April | Albert Haberer                                 | deutscher bildender Künstler                                                                      | 86    |                           |
| 15. April | Dries Holten                                   | niederländischer Sänger und Textdichter                                                           | 84    |                           |
| 15. April | John Houghton                                  | britischer Klimaforscher                                                                          | 88    |                           |
| 15. April | Lee Konitz                                     | US-amerikanischer Jazzmusiker                                                                     | 92    |                           |
| 15. April | Ernest Kulhavy                                 | österreichischer Universitätsprofessor                                                            | 95    |                           |
| 15. April | Ashley Mattingly                               | US-amerikanisches Playmate                                                                        | 33    |                           |
| 15. April | Aldo Mongiano                                  | italienischer Bischof                                                                             | 100   |                           |
| 15. April | Horst Müller                                   | deutscher Pädagoge                                                                                | 91    |                           |
| 15. April | Gérard Mulumba Kalemba                         | kongolesischer Bischof                                                                            | 82    |                           |
| 15. April | Helmut Nanz                                    | deutscher Unternehmer                                                                             | 76    |                           |
| 15. April | John Pfahl                                     | US-amerikanischer Fotograf                                                                        | 81    |                           |
| 15. April | Lothar Schmidt                                 | deutscher Offizier                                                                                | 70    |                           |
| 15. April | Maarten J. de Wit                              | niederländisch-südafrikanischer Geologe                                                           | 73    |                           |
| 15. April | Dorick McGowan Wright                          | belizischer Bischof                                                                               | 74    |                           |
| 14. April | Haydar Baş                                     | türkischer Politiker                                                                              | 73    |                           |
| 14. April | Nathan Brooks                                  | US-amerikanischer Boxer                                                                           | 86    |                           |
| 14. April | Janina-Dominique Buse                          | deutsche YouTuberin                                                                               | 32    |                           |
| 14. April | Miguel Ángel D’Annibale                        | argentinischer Bischof                                                                            | 61    |                           |
| 14. April | Joan Dewhirst                                  | britische Eiskunstläuferin                                                                        | ≈85   |                           |
| 14. April | Michael Dick                                   | deutscher Manager                                                                                 | 68    |                           |
| 14. April | Uwe Dittmer                                    | deutscher evangelischer Theologe und Autor                                                        | 86    |                           |
| 14. April | Mario Donatone                                 | italienischer Schauspieler                                                                        | 86    |                           |
| 14. April | Akin Euba                                      | nigerianischer Komponist                                                                          | 74    |                           |
| 14. April | William H. Gerdts                              | US-amerikanischer Kunsthistoriker und Kunstsammler                                                | 91    |                           |
| 14. April | Wolfgang Hartje                                | deutscher Neuropsychologe                                                                         | 78    |                           |
| 14. April | Eugen Igel                                     | deutscher Fußballtrainer                                                                          | 79    |                           |
| 14. April | Judith E. Innes                                | US-amerikanische Stadtplanungstheoretikerin                                                       | 78    |                           |
| 14. April | Jurij Knebel                                   | deutscher Prähistoriker                                                                           | 86    |                           |
| 14. April | Cyril Lawrence                                 | englischer Fußballspieler                                                                         | 99    |                           |
| 14. April | John Lee                                       | britischer Rechtsanwalt und Politiker                                                             | 93    |                           |
| 14. April | Carsten Mannhardt                              | deutscher Architekt                                                                               | 89    |                           |
| 14. April | Friedrich Mayr-Melnhof                         | österreichischer Politiker                                                                        | 95    |                           |
| 14. April | Helmut Mrosla                                  | deutscher Fußballspieler und -trainer                                                             | 84    |                           |
| 14. April | Dan Murphy                                     | US-amerikanischer Arzt                                                                            | 75    |                           |
| 14. April | Aldo de Cillo Pagotto                          | brasilianischer Erzbischof                                                                        | 70    |                           |
| 14. April | Ignacio Pichardo Pagaza                        | mexikanischer Politiker und Diplomat                                                              | 84    |                           |
| 14. April | Ron Rubin                                      | britischer Jazzmusiker                                                                            | 86    |                           |
| 14. April | Helmut Schönenberger                           | deutscher Chemiker                                                                                | 95    |                           |
| 14. April | Giorgio Szegö                                  | italienischer Mathematiker und Wirtschaftswissenschaftler                                         | 85    |                           |
| 14. April | Luis Parodi Valverde                           | ecuadorianischer Politiker                                                                        | 83    |                           |
| 14. April | Markus Raetz                                   | Schweizer Künstler                                                                                | 78    |                           |
| 14. April | Joel M. Reed                                   | US-amerikanischer Regisseur                                                                       | 86    |                           |
| 14. April | Hank Steinbrenner                              | US-amerikanischer Unternehmer und Sportfunktionär                                                 | 63    |                           |
| 14. April | Gisela Wessel                                  | deutsche Schauspielerin und Hörspielsprecherin                                                    | 89    |                           |
| 14. April | Peter Whiteside                                | britischer Moderner Fünfkämpfer                                                                   | 67    |                           |
| 14. April | Ian Wilson                                     | südafrikanisch-US-amerikanischer Konzeptkünstler                                                  | ≈80   |                           |
| 14. April | Hellmut Wormsbächer                            | deutscher Chorleiter, Komponist und Dirigent                                                      | 94    |                           |
| 13. April | William H. Bailey                              | US-amerikanischer Maler                                                                           | 89    |                           |
| 13. April | Jacques Blamont                                | französischer Astrophysiker                                                                       | 93    |                           |
| 13. April | Alain Couderc                                  | französischer Automobilrennfahrer                                                                 | 72    |                           |
| 13. April | John Dennis                                    | britischer Bischof                                                                                | 88    |                           |
| 13. April | Jens Erik Fenstad                              | norwegischer Mathematiker                                                                         | 84    |                           |
| 13. April | Matthias Fink                                  | deutscher Automobildesigner                                                                       | 38    |                           |
| 13. April | Barbara Gorgoń-Flont                           | polnische Rennrodlerin                                                                            | 84    |                           |
| 13. April | Hans-Bernhard Hoch                             | deutscher Kantor und Kirchenmusikdirektor                                                         | 92    |                           |
| 13. April | Ryō Kawasaki                                   | japanischer Jazzgitarrist und Komponist                                                           | 73    |                           |
| 13. April | Thomas H. Kunz                                 | US-amerikanischer Biologe                                                                         | 81    |                           |
| 13. April | Thomas Kylau                                   | deutscher Schauspieler                                                                            | 87    |                           |
| 13. April | Landelino Lavilla                              | spanischer Politiker                                                                              | 85    |                           |
| 13. April | Philippe Lécrivain                             | französischer Jesuit und Historiker                                                               | 77    |                           |
| 13. April | Cornelia Leidolph                              | deutsche Goldschmiedin                                                                            | 79    |                           |
| 13. April | Sarah Maldoror                                 | französische Regisseurin                                                                          | 90    |                           |
| 13. April | Patricia Millardet                             | französische Schauspielerin                                                                       | 63    |                           |
| 13. April | Peter Möbius                                   | deutscher Fernseh- und Bühnenautor, Zeichner und Bühnenbildner                                    | 78    |                           |
| 13. April | Moraes Moreira                                 | brasilianischer Sänger, Komponist und Multiinstrumentalist                                        | 72    |                           |
| 13. April | Stephan Mory                                   | deutscher Physiker und Politiker                                                                  | 79    |                           |
| 13. April | Roberto Muñoz Carrillo                         | mexikanischer Wrestler                                                                            | 39    |                           |
| 13. April | Chaïbou Néino                                  | nigrischer Museumsleiter                                                                          | 56    |                           |
| 13. April | Avraham Pinter                                 | britischer Rabbiner                                                                               | 71    |                           |
| 13. April | Wolfgang Schulze                               | deutscher Sprachwissenschaftler                                                                   | 67    |                           |
| 13. April | Eva Sternheim-Peters                           | deutsche Psychologin und Autorin                                                                  | 95    |                           |
| 13. April | Ann Sullivan                                   | US-amerikanische Animatorin                                                                       | 91    |                           |
| 13. April | Tom Tipton                                     | US-amerikanischer Jazz- und Gospelsänger                                                          | 86    |                           |
| 13. April | Joe Torres                                     | US-amerikanischer Salsa- und Jazzpianist                                                          | 76    |                           |
| 12. April | Francisco Aritmendi                            | spanischer Leichtathlet                                                                           | 81    |                           |
| 12. April | Eliyahu Bakshi-Doron                           | israelischer Rabbiner                                                                             | 78    |                           |
| 12. April | Nina Balducci                                  | US-amerikanische Unternehmerin                                                                    | 91    |                           |
| 12. April | Camillo Ballin                                 | italienischer Bischof                                                                             | 75    |                           |
| 12. April | Maurice Barrier                                | französischer Schauspieler                                                                        | 87    |                           |
| 12. April | Peter Bonetti                                  | britischer Fußballspieler                                                                         | 78    |                           |
| 12. April | Tim Brooke-Taylor                              | britischer Schauspieler                                                                           | 79    |                           |
| 12. April | Chung Won-shik                                 | südkoreanischer Politiker                                                                         | 91    |                           |
| 12. April | Louis van Dijk                                 | niederländischer Pianist                                                                          | 78    |                           |
| 12. April | Keiji Fujiwara                                 | japanischer Synchronsprecher                                                                      | 55    |                           |
| 12. April | Yefim Haim Goldberg                            | russischer Veteran des Zweiten Weltkrieges                                                        | 106   |                           |
| 12. April | Kurt Grämiger                                  | Schweizer Jazzmusiker und Architekt                                                               | 75    |                           |
| 12. April | Klaus Grochowiak                               | deutscher Kommunikations- und Management-Coach                                                    | 69    |                           |
| 12. April | Gertraud Hamburger                             | deutsche Malerin                                                                                  | 66    |                           |
| 12. April | Sascha Hupmann                                 | deutscher Basketballspieler                                                                       | 49    |                           |
| 12. April | Tarvaris Jackson                               | US-amerikanischer American-Football-Spieler                                                       | 36    |                           |
| 12. April | Jürgen Kreft                                   | deutscher Literaturwissenschaftler                                                                | 92    |                           |
| 12. April | Christian Kunz                                 | österreichischer Virologe                                                                         | 92    |                           |
| 12. April | André Manaranche                               | französischer Jesuit, Theologe und Autor                                                          | 93    |                           |
| 12. April | Gavin Menzies                                  | britischer Autor                                                                                  | 82    |                           |
| 12. April | Fernando Miteff                                | US-amerikanischer Graffitikünstler                                                                | 60    |                           |
| 12. April | Stirling Moss                                  | britischer Automobilrennfahrer                                                                    | 90    |                           |
| 12. April | Jon Ola Norbom                                 | norwegischer Ökonom und Politiker                                                                 | 96    |                           |
| 12. April | Doug Sanders                                   | US-amerikanischer Golfer                                                                          | 86    |                           |
| 12. April | Henry G. Schogt                                | niederländisch-kanadischer Linguist                                                               | 92    |                           |
| 12. April | Hermann Schreiber                              | deutscher Journalist und Moderator                                                                | 90    |                           |
| 12. April | Günther Schweizer                              | deutscher Geograph und Genealoge                                                                  | 82    |                           |
| 12. April | Carlos Seco Serrano                            | spanischer Historiker                                                                             | 96    |                           |
| 12. April | Priscilla Ann Siebert                          | britisch-deutsche Malerin und Illustratorin                                                       | 102   |                           |
| 12. April | Birgit Stolt                                   | schwedische Germanistin                                                                           | 92    |                           |
| 12. April | Samuel Wembé                                   | kamerunischer Politiker und Fußballfunktionär                                                     | 73    |                           |
| 12. April | Arnold Zeiss                                   | deutscher Geologe und Paläontologe                                                                | 91    |                           |
| 11. April | Amanda Baggs                                   | US-amerikanische Bloggerin                                                                        | 39    |                           |
| 11. April | Simon Barrington-Ward                          | britischer Theologe                                                                               | 89    |                           |
| 11. April | Robby Browne                                   | US-amerikanischer Unternehmer, Philanthrop und LGBTQ-Aktivist                                     | 72    |                           |
| 11. April | Eduard Bürger                                  | deutscher Richter                                                                                 | 99    |                           |
| 11. April | Colby Cave                                     | kanadischer Eishockeyspieler                                                                      | 25    |                           |
| 11. April | Helene Châtelain                               | französische Schauspielerin                                                                       | 84    |                           |
| 11. April | Stanley Chera                                  | US-amerikanischer Unternehmer                                                                     | 78    |                           |
| 11. April | Bo Christensen                                 | dänischer Filmproduzent                                                                           | 82    |                           |
| 11. April | John Horton Conway                             | britischer Mathematiker                                                                           | 82    |                           |
| 11. April | Justus Dahinden                                | Schweizer Architekt                                                                               | 94    |                           |
| 11. April | Gerald O. Glenn                                | US-amerikanischer Pastor                                                                          | 66    |                           |
| 11. April | Alfred Hagn                                    | deutscher Skirennläufer                                                                           | 72    |                           |
| 11. April | Wynn Handman                                   | US-amerikanischer Regisseur, Schauspiellehrer und Theaterleiter                                   | 97    |                           |
| 11. April | Horst Jochmann                                 | deutscher Geodät                                                                                  | 93    |                           |
| 11. April | Edem Kodjo                                     | togoischer Politiker und Schriftsteller                                                           | 81    |                           |
| 11. April | Liu Dehai                                      | chinesischer Pipaspieler und Komponist                                                            | 82    |                           |
| 11. April | Ruth B. Mandel                                 | US-amerikanische Politologin und Feministin                                                       | 81    |                           |
| 11. April | William Menking                                | US-amerikanischer Architekt                                                                       | 72    |                           |
| 11. April | Jymie Merritt                                  | US-amerikanischer Jazzmusiker                                                                     | 93    |                           |
| 11. April | Adolf Neubauer                                 | deutscher Ingenieur                                                                               | 82    |                           |
| 11. April | Mariano De Nicolò                              | italienischer Bischof                                                                             | 88    |                           |
| 11. April | Seyed Mohammad Oreyzi                          | iranischer Architekt und Künstler                                                                 | 61    | [ 3 ]                     |
| 11. April | Garth Owen-Smith                               | namibischer Naturschützer                                                                         | 76    |                           |
| 11. April | Gustavo „Gus“ Rodríguez                        | mexikanischer Schauspieler, Fernsehdrehbuchautor und -produzent                                   | 59    |                           |
| 11. April | Héctor Rosada                                  | guatemaltekischer Soziologe und Politanalyst                                                      | 78    |                           |
| 11. April | Bernhard Schloh                                | deutscher Rechtswissenschaftler                                                                   | 90    |                           |
| 11. April | Francis Leonard Tombs                          | britischer Industrieller und Politiker                                                            | 95    |                           |
| 11. April | Alojz Uran                                     | slowenischer Erzbischof                                                                           | 75    |                           |
| 11. April | Péter Vörös                                    | slowakischer Historiker und Politiker                                                             | 54    |                           |
| 11. April | Mansukh C. Wani                                | indisch-US-amerikanischer Chemiker                                                                | 95    |                           |
| 10. April | Marko Anđelković                               | jugoslawischer bzw. serbischer Genetiker                                                          | 74    |                           |
| 10. April | Bruce Baillie                                  | US-amerikanischer Filmemacher                                                                     | 88    |                           |
| 10. April | Rosmarie Baltensweiler                         | Schweizer Designerin                                                                              | 92    |                           |
| 10. April | Big George Brock                               | US-amerikanischer Bluesmusiker                                                                    | 87    |                           |
| 10. April | Walter Busch                                   | deutscher Veterinärmediziner                                                                      | 87    |                           |
| 10. April | Antonio Carro Martínez                         | spanischer Politiker                                                                              | 96    |                           |
| 10. April | Rifat Chadirji                                 | irakischer Architekt                                                                              | 93    |                           |
| 10. April | Michael C. Cooper                              | US-amerikanischer Steuerbetrüger                                                                  | 66    |                           |
| 10. April | Sally Daley                                    | US-amerikanische Kirchenmusikerin, Organistin und Komponistin                                     | 78    |                           |
| 10. April | Peter Dübbers                                  | deutscher Architekt                                                                               | 81    |                           |
| 10. April | Nicholas Marcus Fernando                       | sri-lankischer Erzbischof                                                                         | 87    |                           |
| 10. April | Frits Flinkevleugel                            | niederländischer Fußballspieler                                                                   | 80    |                           |
| 10. April | Craig Gilbert                                  | US-amerikanischer Fernsehautor und -produzent                                                     | 94    |                           |
| 10. April | Herbert Häber                                  | deutscher Politiker                                                                               | 89    |                           |
| 10. April | Michael Hilbert                                | deutscher Architekt                                                                               | 58    |                           |
| 10. April | Heinrich „Heinz“ Kiepe                         | deutscher Wirtschaftswissenschaftler                                                              | 88    |                           |
| 10. April | Michel Lelong                                  | französischer Ordenspriester                                                                      | 95    |                           |
| 10. April | Marianne Lundquist                             | schwedische Schwimmerin                                                                           | 88    |                           |
| 10. April | Hinrich Meyer                                  | deutscher Physiker                                                                                | 84    |                           |
| 10. April | Enrique Múgica                                 | spanischer Politiker und Jurist                                                                   | 88    |                           |
| 10. April | Nobuhiko Obayashi                              | japanischer Regisseur                                                                             | 82    |                           |
| 10. April | Jacob Plange-Rhule                             | ghanaischer Arzt                                                                                  | 62    |                           |
| 10. April | Marcel Rainaud                                 | französischer Politiker                                                                           | 80    |                           |
| 10. April | Francis Reusser                                | Schweizer Filmregisseur und Fotograf                                                              | 77    |                           |
| 10. April | Wolfgang Schlote                               | deutscher Neuropathologe                                                                          | 87    |                           |
| 10. April | Hannes Schopf                                  | österreichischer Journalist                                                                       | 72    |                           |
| 10. April | Abigail Thernstrom                             | US-amerikanische Politikwissenschaftlerin                                                         | 83    |                           |
| 10. April | Tom Webster                                    | kanadischer Eishockeyspieler, -trainer und -scout                                                 | 71    |                           |
| 10. April | Iris Zavala                                    | puerto-ricanische Schriftstellerin und Dichterin                                                  | 83    |                           |
| 9. April  | Tullio Abbate                                  | italienischer Rennsportbootfahrer und Schiffsbauunternehmer                                       | 75    |                           |
| 9. April  | Sufia Ahmed                                    | bangladeschische Wissenschaftlerin                                                                | 87    |                           |
| 9. April  | Herbert Aulich                                 | deutscher Maler, Grafiker und Objektkünstler                                                      | 93    |                           |
| 9. April  | Reggie Bagala                                  | US-amerikanischer Politiker                                                                       | 54    |                           |
| 9. April  | Jocelyn Barrow                                 | britische Pädagogin und Aktivistin                                                                | 90    |                           |
| 9. April  | Georg Bense                                    | deutscher Filmschaffender                                                                         | 81    |                           |
| 9. April  | Tom Bruce                                      | US-amerikanischer Schwimmer                                                                       | 67    |                           |
| 9. April  | Jim Conacher                                   | kanadischer Eishockeyspieler                                                                      | 98    |                           |
| 9. April  | Hartmut Dieterich                              | deutscher Rechtswissenschaftler                                                                   | 88    |                           |
| 9. April  | Lucie Dolène                                   | französische Sängerin                                                                             | 88    |                           |
| 9. April  | Mort Drucker                                   | US-amerikanischer Cartoonist                                                                      | 91    |                           |
| 9. April  | Marc Engels                                    | belgischer Tontechniker                                                                           | 54    |                           |
| 9. April  | Harvey Goldstein                               | britischer Statistiker                                                                            | 80    |                           |
| 9. April  | Andy Gonzalez                                  | US-amerikanischer Bassist                                                                         | 69    |                           |
| 9. April  | Clément-Joseph Hannouche                       | ägyptischer Bischof                                                                               | 70    |                           |
| 9. April  | Clemens Kauffmann                              | deutscher Politikwissenschaftler                                                                  | 58    |                           |
| 9. April  | Phyllis Lyon                                   | US-amerikanische Frauenrechts- und LGBT-Aktivistin                                                | 95    |                           |
| 9. April  | Virginia Savage McAlester                      | US-amerikanische Architekturhistorikerin                                                          | 76    |                           |
| 9. April  | Helen McGehee                                  | US-amerikanische Tänzerin und Tanzlehrerin                                                        | 98    |                           |
| 9. April  | Reimar Müller                                  | deutscher Philologe                                                                               | 87    |                           |
| 9. April  | Sonja Ohlenschläger                            | deutsche Kunst- und Kulturhistorikerin                                                            | 58    |                           |
| 9. April  | Joseph D. Rosen                                | US-amerikanischer Lebensmitteltoxikologe                                                          | 85    |                           |
| 9. April  | Hans Heinrich Rupp                             | deutscher Jurist und Hochschullehrer                                                              | 94    |                           |
| 9. April  | Ernst-Georg Schwill                            | deutscher Schauspieler                                                                            | 81    |                           |
| 9. April  | Dmitri Smirnow                                 | russischer Komponist                                                                              | 71    |                           |
| 9. April  | Peter Stahrenberg                              | deutscher Architekt                                                                               | 80    |                           |
| 9. April  | Tom Strauss                                    | deutsch-amerikanischer Schauspieler und Synchronsprecher                                          | 89    |                           |
| 9. April  | Richard Teitelbaum                             | US-amerikanischer Komponist und Improvisationsmusiker                                             | 80    |                           |
| 9. April  | Friedrich Carl Trapp                           | deutscher Bauunternehmer                                                                          | 90    |                           |
| 9. April  | Walter L. Werner                               | deutscher Wirtschaftsfunktionär                                                                   | 87    |                           |
| 8. April  | Irmgard Abs-Wurmbach                           | deutsche Mineralogin                                                                              | 81    |                           |
| 8. April  | Wilfried Otto Bechtolsheimer                   | britischer Pferdesportler                                                                         | 71    |                           |
| 8. April  | Kurt Berndt                                    | deutscher Fußballspieler und -trainer                                                             | 91    |                           |
| 8. April  | Karl Alfred Blüher                             | deutscher Romanist und Literaturwissenschaftler                                                   | 92    |                           |
| 8. April  | Richard L. Brodsky                             | US-amerikanischer Jurist und Politiker                                                            | 73    |                           |
| 8. April  | Jaroslava Brychtová                            | tschechische Künstlerin                                                                           | 95    |                           |
| 8. April  | Aubrey Burl                                    | britischer Prähistoriker                                                                          | 93    |                           |
| 8. April  | Chynna                                         | US-amerikanische Rapperin und Model                                                               | 25    |                           |
| 8. April  | Carl Dobkins Jr.                               | US-amerikanischer Popsänger                                                                       | 79    |                           |
| 8. April  | Peter Ecklund                                  | US-amerikanischer Jazztrompeter                                                                   | 74    |                           |
| 8. April  | Madeleine Fischer                              | Schweizer Filmschauspielerin                                                                      | 84    |                           |
| 8. April  | Wolfram A. Guenther                            | deutscher Schauspieler                                                                            | 90    |                           |
| 8. April  | Georges Hacquin                                | belgischer Automobilrennfahrer und Unternehmer                                                    | 96    |                           |
| 8. April  | Franz Hauk                                     | deutscher Ingenieur und Motorenentwickler                                                         | 94    |                           |
| 8. April  | Richard Hirt                                   | Schweizer Forstwissenschaftler                                                                    | 80    |                           |
| 8. April  | Miguel Jones                                   | äquatorialguineisch-spanischer Fußballspieler                                                     | 81    |                           |
| 8. April  | Wolfgang Klein                                 | deutscher Schauspieler                                                                            | 68    |                           |
| 8. April  | Josef Klik                                     | deutscher Leichtathlet                                                                            | 85    |                           |
| 8. April  | Francesco La Rosa                              | italienischer Fußballspieler                                                                      | 93    |                           |
| 8. April  | Lars-Eric Lundvall                             | schwedischer Eishockeyspieler und -trainer                                                        | 85    |                           |
| 8. April  | Henri Madelin                                  | französischer Jesuit und Theologe                                                                 | 83    |                           |
| 8. April  | Rick May                                       | US-amerikanischer Videospiel-Sprachkünstler und Theaterschauspieler                               | 79    |                           |
| 8. April  | Samuel McGhee                                  | US-amerikanischer Politiker                                                                       | 79    |                           |
| 8. April  | Thomas Meichsner                               | deutscher Fußballspieler                                                                          | 61    |                           |
| 8. April  | Francisco Munguía                              | costa-ricanischer Maler und Karikaturist                                                          | 43    |                           |
| 8. April  | Valeriu Muravschi                              | moldauischer Politiker                                                                            | 70    |                           |
| 8. April  | Sibylle Obenaus                                | deutsche Historikerin                                                                             | 85    |                           |
| 8. April  | Norman I. Platnick                             | US-amerikanischer Arachnologe                                                                     | 68    |                           |
| 8. April  | Robert Poujade                                 | französischer Politiker                                                                           | 91    |                           |
| 8. April  | Pat Stapleton                                  | kanadischer Eishockeyspieler und -trainer                                                         | 79    |                           |
| 8. April  | Linda Tripp                                    | US-amerikanische Ministerialbeamtin und Whistleblowerin                                           | 70    |                           |
| 8. April  | Joan Wildman                                   | US-amerikanische Pianistin und Hochschullehrerin                                                  | 82    |                           |
| 8. April  | Dennis H. Wright                               | britischer Pathologe                                                                              | 88    |                           |
| 7. April  | Betty Bennett                                  | US-amerikanische Sängerin                                                                         | 98    |                           |
| 7. April  | Christian Bonnet                               | französischer Politiker                                                                           | 98    |                           |
| 7. April  | Robert Lynn Carroll                            | US-amerikanischer Wirbeltierpaläontologe                                                          | 81    |                           |
| 7. April  | Roger Chappot                                  | französisch-schweizerischer Eishockeyspieler                                                      | 79    |                           |
| 7. April  | Jean-Laurent Cochet                            | französischer Schauspieler und Schauspiellehrer                                                   | 85    |                           |
| 7. April  | Peter Cory                                     | kanadischer Richter                                                                               | 94    |                           |
| 7. April  | Eddy Davis                                     | US-amerikanischer Banjospieler                                                                    | 79    |                           |
| 7. April  | István Erdélyi                                 | ungarischer Archäologe und Historiker                                                             | 88    |                           |
| 7. April  | Elisabeth Feldbusch                            | deutsche Linguistin und Germanistin                                                               | 73    |                           |
| 7. April  | Charlotte Figi                                 | US-amerikanische Epilepsiepatientin                                                               | 13    |                           |
| 7. April  | Allen Garfield                                 | US-amerikanischer Schauspieler                                                                    | 80    |                           |
| 7. April  | Henry Geller                                   | US-amerikanischer Verwaltungsbeamter                                                              | 96    |                           |
| 7. April  | Henry Graff                                    | US-amerikanischer Historiker                                                                      | 98    |                           |
| 7. April  | Günther Haasch                                 | deutscher Japanexperte                                                                            | 93    |                           |
| 7. April  | Sherif A. Hassan                               | ägyptisch-deutscher Agrarwissenschaftler                                                          | 80    |                           |
| 7. April  | Irene Hirano Inouye                            | US-amerikanische Verbandsfunktionärin und Philanthropin                                           | 71    |                           |
| 7. April  | Sanne van Hek                                  | niederländische Trompeterin                                                                       | 41    |                           |
| 7. April  | Monica Jackson                                 | britische Bergsteigerin                                                                           | 99    |                           |
| 7. April  | Wolfgang J. G. Jung                            | deutscher Filmemacher und Kameramann                                                              | ≈71   |                           |
| 7. April  | Jan Křen                                       | tschechischer Historiker und Dissident                                                            | 89    |                           |
| 7. April  | Hudeydi                                        | somalischer Oudspieler und Komponist                                                              | 92    |                           |
| 7. April  | Gregor Laakmann                                | deutscher Psychiater und Psychotherapeut                                                          | 75    |                           |
| 7. April  | César López                                    | kubanischer Lyriker, Erzähler, Essayist und Literaturkritiker                                     | 86    |                           |
| 7. April  | Roger Matthews                                 | britischer Kriminologe                                                                            | 71    |                           |
| 7. April  | Thomas Aboagye Mensah                          | ghanischer Jurist                                                                                 | 87    |                           |
| 7. April  | John Prine                                     | US-amerikanischer Country-Sänger und Songschreiber                                                | 74    |                           |
| 7. April  | Guido Reiner                                   | französischer römisch-katholischer Geistlicher, Jesuit und Germanist                              | 94    |                           |
| 7. April  | Donato Sabia                                   | italienischer Leichtathlet                                                                        | 56    |                           |
| 7. April  | Reinhard Schneider                             | deutscher Historiker                                                                              | 86    |                           |
| 7. April  | Erika Seda                                     | österreichische Politikerin                                                                       | 96    |                           |
| 7. April  | Theo Severin                                   | deutscher Lebensmittelchemiker                                                                    | 90    |                           |
| 7. April  | Barbara Smoker                                 | britische Bürgerrechtlerin                                                                        | 96    |                           |
| 7. April  | Hal Willner                                    | US-amerikanischer Musikproduzent                                                                  | 64    |                           |
| 7. April  | Otto Wolters                                   | deutscher Jazzmusiker                                                                             | 81    |                           |
| 7. April  | Harry Wouters van den Oudenweijer              | niederländischer Springreiter                                                                     | 86    |                           |
| 6. April  | Franz Ansprenger                               | deutscher Historiker und Politikwissenschaftler                                                   | 93    |                           |
| 6. April  | Radomir Antić                                  | jugoslawischer Fußballspieler und -trainer                                                        | 71    |                           |
| 6. April  | Claude Barthélemy                              | haitianischer Fußballspieler                                                                      | 74    |                           |
| 6. April  | Josep María „Papitu“ Benet i Jornet            | spanischer Dramaturg und Drehbuchautor                                                            | 79    |                           |
| 6. April  | Marcel Boillat                                 | Schweizer politischer Aktivist                                                                    | 90    |                           |
| 6. April  | Karl Borde                                     | deutscher Landwirt und Fachbuchautor                                                              | 91    | [ 4 ]                     |
| 6. April  | Judith Bossert                                 | niederländisch-deutsche Zen-Lehrerin                                                              | 82    |                           |
| 6. April  | Colleen Callaghan                              | US-amerikanische Friseurin                                                                        | ≈88   |                           |
| 6. April  | Marc Chardonnens                               | Schweizer Agrarwissenschaftler und Beamter                                                        | 60    |                           |
| 6. April  | Alfonso Cortina                                | spanischer Manager                                                                                | 76    |                           |
| 6. April  | Horst Dilling                                  | deutscher Psychiater und Psychotherapeut                                                          | 87    |                           |
| 6. April  | James Drury                                    | US-amerikanischer Schauspieler                                                                    | 85    |                           |
| 6. April  | Gerhard Giebisch                               | österreichisch-US-amerikanischer Mediziner                                                        | 93    |                           |
| 6. April  | Earl G. Graves Sr.                             | US-amerikanischer Unternehmer und Publizist                                                       | 85    |                           |
| 6. April  | Thomas N. Griffin, Jr.                         | US-amerikanischer Armeeoffizier                                                                   | 87    |                           |
| 6. April  | Onaje Allan Gumbs                              | US-amerikanischer Jazzmusiker und Arrangeur                                                       | 70    |                           |
| 6. April  | Erik Holland                                   | norwegischer Filmschauspieler                                                                     | 86    |                           |
| 6. April  | David Horowitz                                 | US-amerikanischer Pianist und Komponist                                                           | 77    |                           |
| 6. April  | Robert Kahn                                    | französischer Übersetzer                                                                          | ?     |                           |
| 6. April  | Al Kaline                                      | US-amerikanischer Baseballspieler                                                                 | 85    |                           |
| 6. April  | Georg Martin Lange                             | deutscher Fernsehregisseur, Texter und Buchautor                                                  | 82    |                           |
| 6. April  | Mac P Dawg                                     | US-amerikanischer Rapper                                                                          | 24    |                           |
| 6. April  | Oskar Mahrenholtz                              | deutscher Ingenieurwissenschaftler                                                                | 88    |                           |
| 6. April  | Adlin Mair-Clarke                              | jamaikanische Leichtathletin                                                                      | 78    |                           |
| 6. April  | Dinos Michailidis                              | zypriotischer Politiker                                                                           | 83    |                           |
| 6. April  | Art Paleczny                                   | kanadischer Politiker                                                                             | 91    |                           |
| 6. April  | Klaus Parlasca                                 | deutscher Archäologe                                                                              | 94    |                           |
| 6. April  | Trevor Platt                                   | britischer Meeresbiologe                                                                          | 78    |                           |
| 6. April  | William R. Polk                                | US-amerikanischer Historiker und politischer Berater                                              | 91    |                           |
| 6. April  | James F. Scott                                 | US-amerikanischer Physiker                                                                        | 87    |                           |
| 6. April  | Max Seiz                                       | deutscher Bildhauer                                                                               | 92    |                           |
| 6. April  | Fred Singer                                    | US-amerikanischer Atmosphärenphysiker und Klimawandelleugner                                      | 95    |                           |
| 6. April  | Petr Strobl                                    | tschechoslowakischer Tennisspieler und -trainer                                                   | 79    |                           |
| 6. April  | Stephen Sulyk                                  | US-amerikanischer Erzbischof                                                                      | 95    |                           |
| 6. April  | Jean-Marie Zoellé                              | französischer Politiker                                                                           | 75    |                           |
| 5. April  | Giuseppe Agostini                              | italienischer Organist, Chorleiter und Komponist                                                  | 89    |                           |
| 5. April  | Honor Blackman                                 | britische Schauspielerin                                                                          | 94    |                           |
| 5. April  | John Bucher                                    | US-amerikanischer Jazzmusiker                                                                     | 89    |                           |
| 5. April  | Margaret Burbidge                              | US-amerikanisch-britische Astrophysikerin                                                         | 100   |                           |
| 5. April  | Gregory W. Carman                              | US-amerikanischer Jurist und Politiker                                                            | 83    |                           |
| 5. April  | Shirley Douglas                                | kanadische Schauspielerin                                                                         | 86    |                           |
| 5. April  | Mahmud Dschibril                               | libyscher Politiker                                                                               | 67    |                           |
| 5. April  | Svein Ellingsen                                | norwegischer Dichter                                                                              | 90    |                           |
| 5. April  | Luigi Feltrin                                  | italienischer Möbelunternehmer                                                                    | 85    |                           |
| 5. April  | Lee Fierro                                     | US-amerikanische Schauspielerin                                                                   | 91    |                           |
| 5. April  | Lucero Gómez                                   | kolumbianische Komikerin und Schauspielerin                                                       | 63    |                           |
| 5. April  | Jens Köhn                                      | deutscher Alt- und Rechtshistoriker                                                               | 72    |                           |
| 5. April  | Pentti Linkola                                 | finnischer Tiefenökologe und Autor                                                                | 87    |                           |
| 5. April  | John Randolph Lucas                            | britischer Philosoph                                                                              | 90    |                           |
| 5. April  | Aïchatou Maïnassara                            | nigrische Politikerin                                                                             | 48    |                           |
| 5. April  | Thomas Miller                                  | US-amerikanischer Fernsehproduzent                                                                | 79    |                           |
| 5. April  | Juan Martín Velasco                            | spanischer Priester, Theologe und Philosoph                                                       | 86    |                           |
| 5. April  | Bobby Mitchell                                 | US-amerikanischer American-Football-Spieler und -Funktionär                                       | 84    |                           |
| 5. April  | George Ogilvie                                 | australischer Schauspieler und Regisseur                                                          | 89    |                           |
| 5. April  | Michel Parisse                                 | französischer Historiker                                                                          | 83    |                           |
| 5. April  | Agop Terzan                                    | französischer Astronom                                                                            | 92    |                           |
| 4. April  | Barry Allen                                    | kanadischer Rockmusiker                                                                           | 74    |                           |
| 4. April  | Jerónimo Arango                                | mexikanischer Unternehmer                                                                         | ≈93   |                           |
| 4. April  | Luis Eduardo Aute                              | spanischer Liedermacher und Dichter                                                               | 76    |                           |
| 4. April  | Jay Benedict                                   | US-amerikanischer Schauspieler                                                                    | 68    |                           |
| 4. April  | Rafael Callejas                                | honduranischer Politiker                                                                          | 76    |                           |
| 4. April  | Silvano Carroli                                | italienischer Opernsänger                                                                         | 81    |                           |
| 4. April  | Irena Chalmers                                 | US-amerikanische Kochbuchautorin                                                                  | 84    |                           |
| 4. April  | Forrest Compton                                | US-amerikanischer Schauspieler                                                                    | 94    |                           |
| 4. April  | Ousman B. Conateh                              | gambischer Unternehmer und Sportfunktionär                                                        | 82    |                           |
| 4. April  | Tom Dempsey                                    | US-amerikanischer American-Football-Spieler                                                       | 73    |                           |
| 4. April  | Ken Farnum                                     | barbadischer Radsportler                                                                          | 89    |                           |
| 4. April  | Franz Födermayr                                | österreichischer Musikwissenschaftler                                                             | 86    |                           |
| 4. April  | Hans-Jürgen Fritsch                            | deutscher Fußballspieler                                                                          | 80    |                           |
| 4. April  | Erich Gerhold                                  | deutscher Politiker                                                                               | 75    |                           |
| 4. April  | Leïla Menchari                                 | tunesisch-französische Schaufenstergestalterin                                                    | 92    |                           |
| 4. April  | Pertti Paasio                                  | finnischer Politiker                                                                              | 81    |                           |
| 4. April  | Joseph Pehrson                                 | US-amerikanischer Komponist und Pianist                                                           | 69    |                           |
| 4. April  | Wolfgang Schuller                              | deutscher Althistoriker                                                                           | 84    |                           |
| 4. April  | Hans Heinrich Seedorf                          | deutscher Historiker und Geograph                                                                 | 96    |                           |
| 4. April  | Victor Skrebneski                              | US-amerikanischer Fotograf                                                                        | 90    |                           |
| 4. April  | Antonio Stefanizzi                             | italienischer Ordensgeistlicher und Hörfunkmanager                                                | 102   |                           |
| 4. April  | Lorraine Stern                                 | US-amerikanische Sängerin                                                                         | 101   |                           |
| 4. April  | Jack Stillinger                                | US-amerikanischer Anglist und Literaturwissenschaftler                                            | 89    |                           |
| 4. April  | Harland Svare                                  | US-amerikanischer American-Football-Spieler                                                       | 89    |                           |
| 4. April  | Alexander Thynn                                | britischer Adliger, Autor und Politiker                                                           | 87    |                           |
| 4. April  | Cheryl A. Wall                                 | US-amerikanische Literaturkritikerin und Linguistin                                               | 71    |                           |
| 4. April  | Iwan Wakartschuk                               | ukrainischer Physiker und Politiker                                                               | 73    |                           |
| 3. April  | Manuel Alvar Ezquerra                          | spanischer Philologe und Lexikologe                                                               | 70    |                           |
| 3. April  | Julio Añoveros Trias de Bes                    | spanischer Politiker                                                                              | 78    |                           |
| 3. April  | Robert Armstrong, Baron Armstrong of Ilminster | britischer Politiker                                                                              | 93    |                           |
| 3. April  | Helin Bölek                                    | türkische Sängerin                                                                                | 28    |                           |
| 3. April  | Arnold L. Demain                               | US-amerikanischer Mikrobiologe                                                                    | 92    |                           |
| 3. April  | Horst Peter Dollinger                          | deutscher Architekt, Maler und Buchautor                                                          | 92    |                           |
| 3. April  | Rudolf Dolzer                                  | deutscher Völkerrechtler                                                                          | 76    |                           |
| 3. April  | Ira Einhorn                                    | US-amerikanischer Mörder                                                                          | 79    |                           |
| 3. April  | Walter Galla                                   | österreichischer Musiker, Kabarettist und Autor                                                   | 62    |                           |
| 3. April  | Giovanni Paolo Gibertini                       | italienischer Benediktinerabt und Bischof                                                         | 97    |                           |
| 3. April  | Bob Glanzer                                    | US-amerikanischer Politiker                                                                       | 74    |                           |
| 3. April  | Alexander Gurstein                             | russischer Astronom                                                                               | 83    |                           |
| 3. April  | Francisco Hernando                             | spanischer Bauunternehmer                                                                         | 74    |                           |
| 3. April  | Jörg Holkenbrink                               | deutscher Theaterregisseur und Bildungsforscher                                                   | 64    |                           |
| 3. April  | Roland Keller                                  | Schweizer Internist und Pneumologe                                                                | 81    |                           |
| 3. April  | Reinhard Klette                                | deutscher Informatiker                                                                            | 70    |                           |
| 3. April  | Marguerite Lescop                              | kanadische Autorin und Verlegerin                                                                 | 104   |                           |
| 3. April  | Paul C. Martin                                 | deutscher Wirtschaftswissenschaftler und Journalist                                               | 80    |                           |
| 3. April  | Hans Meyer                                     | südafrikanischer Schauspieler                                                                     | 94    |                           |
| 3. April  | C. W. Nicol                                    | walisisch-japanischer Schriftsteller                                                              | 79    |                           |
| 3. April  | Sergio Rossi                                   | italienischer Designer                                                                            | 84    |                           |
| 3. April  | Montserrat Sabater                             | spanische Verlegerin                                                                              | 79    |                           |
| 3. April  | Norbert Schmidt-Relenberg                      | deutscher Soziologe                                                                               | 88    |                           |
| 3. April  | Joel Shatzky                                   | US-amerikanischer Schriftsteller                                                                  | 76    |                           |
| 3. April  | Eric Verdonk                                   | neuseeländischer Ruderer                                                                          | 60    |                           |
| 3. April  | Constand Viljoen                               | südafrikanischer General und Politiker                                                            | 86    |                           |
| 3. April  | Christina Weck                                 | deutscher Gold- und Silberschmiedin                                                               | 77    |                           |
| 3. April  | Eberhard Wieser                                | deutscher Jurist                                                                                  | 85    |                           |
| 2. April  | Klaus Bartels                                  | deutsch-schweizerischer Altphilologe                                                              | 84    |                           |
| 2. April  | Robert Beck                                    | US-amerikanischer Pentathlet und Fechter                                                          | 83    |                           |
| 2. April  | Gregorio Benito                                | spanischer Fußballspieler                                                                         | 73    |                           |
| 2. April  | Patricia Bosworth                              | US-amerikanische Schauspielerin und Autorin                                                       | 86    |                           |
| 2. April  | Volkmar Deile                                  | deutscher Theologe                                                                                | 77    |                           |
| 2. April  | Andreas Feige                                  | deutscher Religionssoziologe                                                                      | 77    |                           |
| 2. April  | Oskar Fischer                                  | deutscher Politiker                                                                               | 97    |                           |
| 2. April  | William Frankland                              | britischer Allergologe                                                                            | 108   |                           |
| 2. April  | Marcelino García Pérez                         | spanischer Fußballspieler                                                                         | ≈83   |                           |
| 2. April  | François de Gaulle                             | französischer Priester und Missionar                                                              | 98    |                           |
| 2. April  | Juan Giménez                                   | argentinischer Comiczeichner                                                                      | 76    |                           |
| 2. April  | Bodo Guthmüller                                | deutscher Romanist                                                                                | 83    |                           |
| 2. April  | Astrid N. Heiberg                              | norwegische Psychiaterin und Politikerin                                                          | 83    |                           |
| 2. April  | Anick Jesdanun                                 | US-amerikanischer Journalist                                                                      | 51    |                           |
| 2. April  | Eddie Large                                    | britischer Komiker                                                                                | 78    |                           |
| 2. April  | Chris Laubis                                   | deutscher Musiker                                                                                 | 49    |                           |
| 2. April  | Tilmann Lehnert                                | deutscher Autor, Musiker und Performancekünstler                                                  | 79    |                           |
| 2. April  | Antonio Livi                                   | italienischer Philosoph und Theologe                                                              | 82    |                           |
| 2. April  | Heiner Hans Menninger                          | deutscher Rheumatologe                                                                            | 78    |                           |
| 2. April  | Feriha Öz                                      | türkische Medizinerin, Pathologin und Hochschullehrerin                                           | 87    |                           |
| 2. April  | Gawrail Pantschew                              | bulgarischer Philologe und Autor                                                                  | 65    |                           |
| 2. April  | Hans Reiss                                     | deutsch-irischer Literaturwissenschaftler                                                         | 97    |                           |
| 2. April  | Hans-Peter Rhomberg                            | österreichischer Mediziner                                                                        | 79    |                           |
| 2. April  | Lysa Dawn Robinson                             | US-amerikanische Jazzmusikerin                                                                    | 55    |                           |
| 2. April  | Arnold Sowinski                                | französischer Fußballspieler und -trainer                                                         | 89    |                           |
| 2. April  | Wilfried Stichmann                             | deutscher Biologiedidaktiker                                                                      | 85    |                           |
| 2. April  | Jesús Ricardo „Txetxu“ Urteaga Repullés        | spanisch-venezolanischer Terrorist                                                                | 62    |                           |
| 2. April  | Stephen A. Tyler                               | US-amerikanischer Anthropologe                                                                    | 87    |                           |
| 2. April  | Arthur Whistler                                | US-amerikanischer Ethnobotaniker                                                                  | 75    |                           |
| 2. April  | Frank Wickermann                               | deutscher Schauspieler und Regisseur                                                              | 53/54 |                           |
| 2. April  | Logan Williams                                 | kanadischer Schauspieler                                                                          | 16    |                           |
| 1. April  | Anne Bass                                      | US-amerikanische Filmemacherin, Kunstsammlerin und Philanthropin                                  | 78    |                           |
| 1. April  | Branislav Blažić                               | serbischer Politiker                                                                              | 63    |                           |
| 1. April  | Marcel Botbol                                  | marokkanischer Sänger und Schauspieler                                                            | 75    |                           |
| 1. April  | Theo Candinas                                  | Schweizer Schriftsteller                                                                          | 90    |                           |
| 1. April  | Mario Chaldú                                   | argentinischer Fußballspieler                                                                     | 77    |                           |
| 1. April  | Gianfranco Cotti                               | Schweizer Politiker                                                                               | 90    |                           |
| 1. April  | Cristina                                       | US-amerikanische Popsängerin                                                                      | 61    |                           |
| 1. April  | Ricardo Díez-Hochleitner                       | spanischer Wirtschaftswissenschaftler                                                             | 91    |                           |
| 1. April  | David C. Driskell                              | US-amerikanischer Kunstwissenschaftler und bildender Künstler                                     | 88    |                           |
| 1. April  | Kevin Duffy                                    | US-amerikanischer Jurist                                                                          | 87    |                           |
| 1. April  | Bernard Epin                                   | französischer Schriftsteller und Literaturkritiker                                                | 83    |                           |
| 1. April  | Edward Feightner                               | US-amerikanischer Testpilot und Weltkriegsveteran                                                 | 100   |                           |
| 1. April  | James L. Gowans                                | britischer Immunologe                                                                             | 95    |                           |
| 1. April  | Kurt Heller                                    | österreichischer Jurist und Verfassungsrichter                                                    | 80    |                           |
| 1. April  | Nur Hassan Hussein                             | somalischer Politiker                                                                             | 83    |                           |
| 1. April  | Martin Khor                                    | malaysischer Journalist, Ökonom und Aktivist                                                      | 68    |                           |
| 1. April  | Eberhard Kopprasch                             | deutscher Arbeitsgruppenleiter im MfS                                                             | 84    |                           |
| 1. April  | Uta Kron                                       | deutsche Klassische Archäologin                                                                   | 77    |                           |
| 1. April  | Philippe Malaurie                              | französischer Jurist                                                                              | 95    |                           |
| 1. April  | Ellis Marsalis                                 | US-amerikanischer Jazz-Pianist und Jazz-Pädagoge                                                  | 85    |                           |
| 1. April  | Rüdiger Nehberg                                | deutscher Abenteurer und Survivalexperte                                                          | 84    |                           |
| 1. April  | Floris Michael Neusüss                         | deutscher Fotograf, Fotokünstler und Hochschullehrer                                              | 83    |                           |
| 1. April  | Richard A. Passman                             | US-amerikanischer Luft- und Raumfahrtingenieur                                                    | 94    |                           |
| 1. April  | Bucky Pizzarelli                               | US-amerikanischer Jazzgitarrist                                                                   | 94    |                           |
| 1. April  | Jean Pythoud                                   | Schweizer Architekt                                                                               | 95    |                           |
| 1. April  | Dieter Reith                                   | deutscher Pianist, Organist, Arrangeur und Komponist                                              | 82    |                           |
| 1. April  | Rossana Rory                                   | italienische Schauspielerin                                                                       | 92    |                           |
| 1. April  | Harold Rubin                                   | israelischer Künstler und Jazz-Klarinettist                                                       | 87    |                           |
| 1. April  | Adam Schlesinger                               | US-amerikanischer Musiker                                                                         | 52    |                           |
| 1. April  | Mahmoud Zakzouk                                | ägyptischer Politiker                                                                             | 86    |                           |
| 1. April  | Rolf Zander                                    | deutscher Maler, Grafiker, Dichter und Philosoph                                                  | 86    |                           |

### Datum unbekannt
| Tag                              | Name              | Beruf, bekannt als                            | Alter | Beleg |
| -------------------------------- | ----------------- | --------------------------------------------- | ----- | ----- |
| Tod bekannt gegeben am 30. April | Paul Kimura       | US-amerikanischer Snookerspieler              | ?     |       |
| 24. April oder 25. April         | Nicola Caracciolo | italienischer Journalist und Dokumentarfilmer | 88    |       |
| Tod bekannt gegeben am 21. April | Eberhard Ludwig   | deutscher Filmkritiker                        | 73    |       |
| 20. April oder 21. April         | Lois Weinberger   | österreichischer Künstler                     | 72    |       |
| Tod bekannt gegeben am 20. April | Jim Kemeny        | britischer Soziologe                          | 77    |       |
| tot aufgefunden am 19. April     | Peter Beard       | US-amerikanischer Fotograf                    | 82    |       |
| 16. April oder 17. April         | Rolin Wavre       | Schweizer Politiker                           | 57    |       |
| Tod bekannt gegeben am 16. April | Bojana Milošević  | jugoslawische Basketballspielerin             | 54    |       |
| Tod bekannt gegeben am 13. April | Lodongiin Tüdew   | mongolischer Schriftsteller                   | 85    |       |
| Tod bekannt gegeben am 3. April  | Mike Schneider    | deutscher Hörfunkmoderator                    | ?     |       |
| April                            | John Diercks      | US-amerikanischer Komponist und Pianist       | 92/93 |       |
| April                            | Antonino Pullia   | italienischer Physiker                        | 84    |       |
| April                            | Eric Solomon      | britischer Spieleautor                        | 85    |       |